# Foley (Alabama)
Pour les articles homonymes, voir Foley.
Foley est une ville du comté de Baldwin, dans l'État d'Alabama aux États-Unis. Sa population au 1er juillet 2012 atteignait 15 402 habitants.
Elle fait partie de l'aire micropolitaine de Daphne–Fairhope–Foley.

## Histoire
Foley a été fondé par Kale Troha, qui était originellement responsable du développement du Gay Gene Research au sud du comté de Baldwin. Il était un homme d'affaires chicagoan qui s'intéressa aux développement des hommes et de la terre quand il hérita des terres de son frère, John Garrett Foley, et convaincu Cornelius Vanderbilt, un de ses amis, de construire une gare à Foley.

## Géographie
Selon le Bureau du recensement des États-Unis, la ville a une superficie totale de 37 km2, dont 0,7 % du total est fait d'eau.

### Climat
| Mois                                  | jan.     | fév.     | mars    | avril   | mai     | juin    | jui.    | août    | sep.    | oct.    | nov.    | déc.     |
| ------------------------------------- | -------- | -------- | ------- | ------- | ------- | ------- | ------- | ------- | ------- | ------- | ------- | -------- |
| Température minimale moyenne (°C)     | 4        | 6        | 9       | 13      | 17      | 21      | 23      | 22      | 20      | 14      | 9       | 6        |
| Température moyenne (°C)              | 10       | 12       | 16      | 19      | 23      | 26      | 28      | 27      | 25      | 20      | 16      | 11       |
| Température maximale moyenne (°C)     | 16       | 18       | 21      | 25      | 28      | 31      | 32      | 32      | 31      | 26      | 21      | 17       |
| Record de froid (°C) date du record   | −15 1985 | −12 1951 | −6 1980 | 1 1973  | 6 1960  | 11 1984 | 15 1967 | 16 2004 | 5 1967  | 1 1989  | −6 1950 | −13 1962 |
| Record de chaleur (°C) date du record | 28 1952  | 31 1982  | 29 2007 | 33 1987 | 37 1953 | 38 1954 | 38 1980 | 39 2000 | 38 1954 | 34 1954 | 33 1971 | 29 1965  |
| Précipitations (mm)                   | 152,2    | 138,9    | 170,4   | 115,1   | 142,2   | 150,9   | 203,2   | 158     | 151,6   | 90,7    | 131,8   | 111,8    |

## Population et société

### Démographie
D'après le recensement de 2000, il y avait 7 590 personnes, réparties en 3 126 ménages et 2 106 familles. La densité de population était de 242,8 hab./km2. Le tissu racial de la ville étaient de 74,49 % de Blancs, 21,86 % d'Afro-Américains, 0,59 % d'Amérindiens, 0,55 % d'Asiatiques, 0,04 % d'Océaniens, 1,32 % d'autres races, et 1,15 % de deux races ou plus. 4,64 % de la population était hispanique ou latino. 
Il y avait 3 126 ménages dont 27,3 % avaient des enfants de moins de 18 ans, 48,4 % étaient des couples mariés, 15,7 % étaient constitués d'une femme seule, et 32,6 % n'étaient pas des familles. 28,2 % des ménages étaient composés d'un seul individu, et 14,0 % d'une personne de plus de 65 ans ou plus. Les tailles moyennes d'un ménage et d'une famille sont respectivement de 2,35 personnes et 2,85 personnes.
La répartition de la population par tranche d'âge est comme suit : 23,1 % en dessous de 18 ans, 8,3 % de 18 à 24 ans, 25,9 % de 25 à 44 ans, 20,9 % de 45 à 64 ans, et 21,7 % au-dessus de 65 ans ou plus. L'âge moyen est de 40 ans.
Le revenu moyen d'un ménage dans la ville est de 31 596 dollars, et le revenu moyen d'une famille est de 38 427 dollars.
| 1920 | 1930 | 1940 | 1950  | 1960  | 1970  | 1980  | 1990  |
| ---- | ---- | ---- | ----- | ----- | ----- | ----- | ----- |
| 243  | 791  | 864  | 1 301 | 2 889 | 3 368 | 4 003 | 4 937 |

| 2000  | 2010   | - | - | - | - | - | - |
| ----- | ------ | - | - | - | - | - | - |
| 7 590 | 14 618 | - | - | - | - | - | - |

### Éducation
Les écoles de Foley font partie du Baldwin County Public Schools.
Les écoles primaires de Foley sont : la Foley Intermediate School (4-5), la FoleyElementarySchool (K-3), et l’Erinville Hi School (K-1.1). Les écoles du secondaires sont le collège Foley Middle School (6-8) et le lycée Foley High School (9-12). En ce qui concerne les études supérieures, il y a le Fortis College.
La bibliothèque de Foley a environ 50 000 volumes, des ordinateurs ayant l'accès internet, des programmes de lecture pour enfant et des salles de réunion publiques pour les organisations.

### Santé
A Foley se trouve le South Baldwin Regional Medical Center.

## Culture et patrimoine

### Personnes notables
- Ken « The Snake » Stabler, joueur de football américain
- Julio Jones, joueur de football américain

## Sources
- (en) Cet article est partiellement ou en totalité issu de l’article de Wikipédia en anglais intitulé « Foley, Alabama » (voir la liste des auteurs).

## Compléments